# Alabamocreagris
Alabamocreagris es un género de pseudoscorpiones de la familia Neobisiidae.  Se distribuye por Alabama en los Estados Unidos.

## Especies
Según Pseudoscorpions of the World 1.2::
- Alabamocreagris mortis (Muchmore, 1969)
- Alabamocreagris pecki (Muchmore, 1969)

## Publicación original
- Ćurčić, 1984: A revision of some North American species of Microcreagris Balzan, 1892 (Arachnida: Pseudoscorpiones: Neobisiidae). Bulletin of the British Arachnological Society, vol. 6, n.º 4, pp. 149-166.